# Ada Hegerberg
Ada Martine Stolsmo Hegerberg (Molde, 10 de julho de 1995) é uma futebolista profissional norueguesa que atua como atacante no Lyon e na seleção norueguesa. Ela é amplamente considerada uma das melhores jogadoras de futebol do mundo.
Hegerberg representou a Noruega a nível internacional juvenil e estreou-se pela equipe principal em 2011. Em 2013, fez parte da equipa medalhista de prata no UEFA Euro Feminina 2013. Ela fez parte da seleção da Noruega na Copa do Mundo FIFA de 2015, na UEFA Euro Feminina 2017 e na UEFA Euro Feminina 2022.
Hegerberg recebeu o prêmio de Melhor Jogadora do Ano da UEFA de 2016 em 25 de agosto de 2016, e em 2017 e 2019 foi nomeada Jogadora de Futebol Feminino do Ano da BBC. Em 2018, ela foi a primeira a receber a Bola de Ouro Feminina. Ela detém o recorde de mais gols em uma temporada da Liga dos Campeões Feminina da UEFA (15) e é atualmente a maior artilheira de todos os tempos da competição (64).

## Vida pessoal
Em junho de 2019, Hegerberg casou-se com o também jogador Thomas Rogne, zagueiro do Helsingborgs IF.

### Patrocinadores e mídia
Hegerberg é uma das atletas mais requisitadas do mundo. Depois de receber a Bola de Ouro em 2018, tornou-se embaixadora da relojoaria Hublot, bem como da multinacional de serviços financeiros Mastercard. Durante o verão europeu de 2019, após participar de eventos como a final da Liga dos Campeões da UEFA e do Aberto da França pelo seu patrocínio com a Mastercard, ela tornou-se a embaixadora global da Danone Nations Cup, o maior torneio internacional de Sub-12, tanto para meninas quanto para meninos. No meio de 2020, após seis anos de patrocínio com a Puma, a própria Nike anunciou uma parceria de longo prazo. A gigante americana imediatamente incluiu Hegerberg em múltiplas campanhas de marketing, reforçando sua vontade de apoiar o ativismo. Hegerberg é conhecida como uma ativista da igualdade de gênero e da sustentabilidade.
Hegerberg teve um enorme impacto midiático nos últimos anos, sendo amplamente considerada como a porta-voz número um de seu esporte, dadas as inúmeras entrevistas que concedeu sobre o futebol feminino.
Em 19 de novembro de 2020, a plataforma de streaming ESPN+, com sede nos EUA, publicou um documentário sobre Hegerberg: "My Name is Ada Hegerberg".
Hegerberg foi eleita uma das mulheres mais poderosas do esporte por vários meios de comunicação, incluindo a Sports Illustrated.

## Títulos

### Stabæk[11]
- Copa Feminina da Noruega: 2012

### Lyon[11]
- Campeonato Frances de Futebol Feminino: 2014–15 , 2015–16 , 2016–17 , 2017–18 , 2018–19 , 2019–20 , 2021–22 , 2022–23 , 2023–24
- Copa da França de Futebol Feminino: 2014–15, 2015–16, 2016–17, 2018–19, 2019–20, 2022–23
- Liga dos Campeões Feminina da UEFA: 2015–16, 2016–17, 2017–18, 2018–19, 2019–20 e 2021–22
- Troféu dos Campeões: 2019,[12] 2022, 2023

### Individuais
- Bola de Ouro Feminina: 2018